# Кристоф Карл фон Шлипенбах
Кристоф Карл фон Шлипенбах (на немски: Christoph Karl (Carl) von Schlippenbach; * 1 януари 1624, Курландия; † 27 ноември 1660, Гунарстен, Балтийско море) е благородник от германския род Шлипенбах, шведски дворцов служител, политик и дипломат, граф фон Скьовде, барон фон Люкзиала.

## Живот
Той е син на Кристофер фон Шлипенбах (1590 – 1668), господар в Залинген в Курландия, и съпругата му Анна Мария фон Мантойфел, дъщеря на Йохан фон Мантойфел-Сцоеге (1563 – 1614) и Елизабет фон Нолде (* 1570). Внук е на Йохан Фридрих фон Шлипенбах (1568 – 1605) и Маргарета фон Фиркс. Баща му живее в Латвия.
Кристоф Карл отива през 1640-те години на военна служба в Швеция. През 1643 г. той участва в походи в Дания и Германия. През 1647 г. е генерален адютант на Карл Густав Врангел. През 1649 г. той е дворцов маршал при пфалцграф Карл Густав и 1653 г. главен мундшенк и камерхер на кралица Кристина Шведска. Кристоф Карл става любимец на кралицата, която го прави на 1 юни 1654 г. граф фон Скьовде и барон фон Люкзиала. Той води преговорите за оттеглянето на кралицата, която през б1654 г. предава короната на пфалцграфа.
Новият крал Карл X го прави главен кемерер, издига го на фрайхер и граф и му дава титлата граф фон Фалкьопинг. След това той става легат в курфюрстския двор на Свещената Римска империя. Кристоф Карл печели доверието на крал Карл X и става диплома. През 1656 г. е изпратен в Бранденбург. Същата година става военен президент, през 1657 г. съветник, член на Висшия съвет на Швеция, и 1660 г. президент на Визмарския трибунал.
Кристоф Карл фон Шлипенбах подписва на 23 април 1660 г. договора от Олива и трябва след това да стане пратеник във Варшава. След тръгването му от Полша той се удавя през ноември 1660 г. при потъване на кораба в Балтийско море. Погребан е в „църквата Мария“ в Щетин.

## Фамилия
Кристоф Карл се жени на 4 август 1650 г. в Нюрнберг за фрайин Хелена Елизабет фон Праунфалк (* 8 май 1629, Грац; † 4 март 1684), дъщеря на протестантския религиозен имигрант от Щирия фрайхер Ханс Адам фон Праунфалк (1604 – 1665) и фрайин Регина фон Ратмансдорф (1603 – 1667). Те имат един син:
- Карл Фридрих фон Шлипенбах (* 7 септември 1658, Щетин; † 9 януари 1723, Колберг), граф, пруски генерал на кавалерията и дипломат, женен I. 1680 г. за Барбара фон Бюлов († 1689), II. 1690 г. за Хенриета Амалия фон Блументал († 1691), III. на 21 март 1694 г. в Берлин за Анна Барбара Сабина фон Арним-Бойценбург (* 16 април 1671 или 1677, Нехлин; † 25 август 1739, Шьонермарк)